# 이방 (관리)
이방(吏房)은 조선시대 지방행정조직의 육방 중의 하나로 이서의 우두머리이다. 고을의 실정을 파악하고 규율을 세우는 일을 맡았다. 아전들의 교육을 맡아 문자와 산술을 가르치고 문서를 작성하게 하였다. 지방 공무원(이졸) 간의 기강을 세우고, 임무를 배정하고, 죄수와 창고의 회계를 맞았다. 이서에 속한 아전들은 각 면을 일일이 돌아다니면서 논밭의 면적과 작황을 조사하였다. 이서가 사용했던 건물은 서청이라고 하고 보통 향청의 옆에 위치하였다. 

## 참고자료
- 안길정, 관아를 통해서 본 조선시대 생활사 하권 33쪽, 사계절, 2000년